# Заградник, Богуслав
Богуслав Заградник (чеш. Bohuslav Zahradník; 23 июня 1947, Тжешнёви-Уездец, ныне в составе общины Льгенице, район Прахатице, Чехословакия — 25 ноября 1987, Прага) — чешский кларнетист.
Вырос в городе Тршебонь, где учился в музыкальной школе игре на аккордеоне. С 1962 года изучал игру на кларнете в Пльзеньской консерватории, по окончании которой в 1968—1973 гг. учился в Академии музыкального искусства в Праге у Владимира Ржиги. В 1974 году стал победителем международного конкурса исполнителей «Пражская весна», где получил также специальный приз за исполнение современной музыки.
С 1973 г. и до конца жизни первый кларнет Чешского филармонического оркестра. Выступал также как солист и ансамблист, оставил ряд записей, в том числе все кларнетные сочинения Карла Марии фон Вебера, концерты Леопольда Кожелуха, Ф. В. Крамаржа, Карла Стамица, Квинтет для кларнета и струнных Вольфганга Амадея Моцарта (с Квартетом имени Талиха) и др.
Для улучшения здоровья (в связи с угрожавшими карьере приступами астмы) занимался разными видами спорта, в том числе альпинизмом. Погиб, сорвавшись со скалы при восхождении.